# Список эпизодов телесериала «Мост» (Швеция — Дания)
Список эпизодов шведско-датского детективного телесериала «Мост», снятого совместно датской корпорацией DR1 и шведским телевидением SVT, премьера которого состоялась в 2011 году.

## Список серий

### Сезон 1 (2011)
| № общий | № в сезоне | Название                 | Дата премьеры в Дании | Дата премьеры в Швеции |
| --- | ---------- | ------------------------ | --------------------- | ---------------------- |
| 1 | 1          | «Avsnitt 1 / Afsnit 1»   | 28 сентября 2011      | 21 сентября 2011       |
| Ночью на Эресуннском мосту, на пограничной линии Дании и Швеции, неизвестный человек оставляет тело женщины. На место преступления приезжают детектив Сага Норен со стороны Швеции и детектив Мартин Руде со стороны Дании, которые начинают совместное расследование на оцепленном мосту. Шарлотта Сёрингер, жена крупного домовладельца, просит пропустить через мост машину скорой помощи, в которой её мужа везут на пересадку сердца, но Сага не разрешает снимать оцепление с места преступления. Вопреки её приказу, Мартин ппропускает скорую, за что Сага обещает написать на него докладную. Криминалисты обнаруживают, что тело на мосту состоит из двух фрагментов, принадлежащих разным жертвам. В процессе опознания выясняется, что верхняя половина тела принадлежит шведскому политику Чёрстин Экволь, а нижняя половина — неопознанной датчанке, при этом её труп находился в замороженном состоянии более года. Стефан Линдберг, социальный работник из Мальмё, хочет помочь Веронике, молодой женщине с двумя детьми решить проблему с её мужем-наркоманом Сёреном, избивающим её и детей. При встрече Сёрен нападает на Стефана. Шарлотта Сёрингер узнаёт, что операцию невозможно провести в ближайшие сроки, и та предлагает в качестве взятки оплатить покупку нового томографа. Ханс Петерссон, начальник полицейского отдела Мальмё, сообщает Саге, что ей придётся работать вместе с Мартином. Стефан втайне увозит Веронику с детьми в новый дом, предлагая ей программу соцзащиты и проживание под новым именем. Машина, на которой убийца привёз тела женщин на мост, оказывается принадлежащей Даниэлю Фербе, молодому журналисту из газеты «Афтонпостен». Наутро сам Даниэль, который всю ночь был в редакции и не знал о произошедшем на мосту, оказывается заблокирован в собственной машине вместе с бомбой и таймером обратного отчёта. Сапёры пытаются извлечь Даниэля, но не справившись, уходят. Обратный отсчёт заканчивается, но взрыва не происходит — вместо этого из магнитолы извлекается аудиодиск, на котором убийца оставил послание для полиции. Он заявляет, что покажет пять социальных проблем, и что женщины на мосту — это только начало. |            |                          |                       |                        |
| 2 | 2          | «Avsnitt 2 / Afsnit 2»   | 5 октября 2011        | 28 сентября 2011       |
| В интернете появляется сайт «Узнай правду», на котором «Убийца с моста» публикует сообщение для полиции. Допрос Даниэля не даёт никаких результатов. Мужу Шарлотты Сёрингер проводят операцию по пересадке сердца. Убийца звонит на датское радио и оставляет очередное послание, в котором указывает на первую проблему общества — неравенство перед законом. Йон, компьютерный эксперт из Мальмё, находит адрес, откуда было отправлено сообщение; Мартин говорит, что это ошибка, так как по этому адресу находится полицейское управление Копенгагена. В датском отделе обнаруживают взлом их сервера хакером. В полицию приходит актёр, который узнал свой голос в публикации на радио, и говорит, что эта запись была сделана им на заказ более трёх лет назад. Мартин опрашивает людей, знакомых со второй жертвой, которой оказывается Моник Браммер, проститутка из Копенгагена, но без особых результатов. Убийца звонит Даниэлю и предлагает ему стать его связным для прессы, и отправляет тому на электронную почту статистику расследований преступлений в разных слоях общества. На работе Стефан случайно замечает досье его давно пропавшей сестры, Сони, которая занимается бродяжничеством, и отправляется на её поиски. Сага требует у Даниэля сотрудничать со следствием и сообщать обо всём, что преступник будет ему передавать. Мартин дома пытается поговорить со своим сыном от первого брака, Августом, который не работает, и целыми днями сидит за компьютером. Сага ради секса знакомится в баре с Антоном. Муж Шарлотты приходит в сознание после операции, говорит ей, что хочет развестись, но неожиданно скоропостижно умирает. Соня на улице видит, как курьер оставляет коробку с вином, и крадёт оттуда бутылку, которая оказывается отравлена. Позже Соню находит Стефан, и успевает отвезти в больницу. Мартин и Сага находят скотобойню, на которой были расчленены тела жертв с моста, и находят нижнюю половину тела Чёрстин Экволь. Убийца сообщает Даниэлю о второй проблеме общества — бездомных. |            |                          |                       |                        |
| 3 | 3          | «Avsnitt 3 / Afsnit 3»   | 12 октября 2011       | 5 октября 2011         |
| Сага и Мартин опрашивают бездомных по поводу отравлений и находят ещё несколько жертв. Начальница Мартина, Лилиан, требует от него раскрыть это дело как можно быстрее. Одного из бездомных, Бьорна, убийца с моста обезвреживает тазером и похищает. Он привязывает Бьорна к стулу и запускает видеотрансляцию на свой сайт. Аню, девочку-подростка ловит охранник магазина за кражу. В приюте, где когда-то жил Бьорн, выясняется, что тот был злым и жестоким; одна из бездомных рассказывает, где его найти, но там находят только использованные гильзы от тазера. Сага и Мартин пытаются допросить Соню, за неё вступается Стефан. Мать Ани вызволяет дочь из полиции, и даёт той пощёчину, обиженная Аня сбегает из дома. Убийца публикует на сайте фотографии четырёх домовладельцев (в том числе и скончавшегося Йорана Сёрингера), и требует, чтобы они выплатили 20 миллионов крон за жизнь Бьорна. Шарлотта просматривает ежедневники мужа, и начинает подозревать того в измене. Мартин и Сага едут допросить Шарлотту, та отказывается разговаривать с Сагой из-за инцидента на мосту. Бьорну удаётся сбежать, но убийца снова его ловит и привязывает обратно. Приглашённый Сагой специалист составляет психологический портрет преступника. Тазер находят в полицейском реестре и узнают, что несколько лет назад его списал Леннарт Франсен, бывший сотрудник полиции на пенсии. Приехав к нему, детективы обнаруживают его застреленным. Аня приходит к отцу, который живёт с другой семьёй, но тот не рад видеть дочь, расстроенная, она уходит. Метте, жена Мартина, жалуется, что Август пугает младших детей видеороликами «убийцы с моста». Август положительно высказывается в адрес «борца за правду» или «Б.П.», как его прозвали в интернете. Аня, бродя по вечерним улицам, заходит в случайный подъезд, чтобы переночевать, её замечает Лассе, парень со странностями, и приглашает попить чай; Аня просит переночевать у него, и тот разрешает. Полицейские замечают, что Бьорн подаёт какие-то знаки, моргая глазами. |            |                          |                       |                        |
| 4 | 4          | «Avsnitt 4 / Afsnit 4»   | 19 октября 2011       | 12 октября 2011        |
| Убийца подключил Бьорна к капельнице, и тот постепенно теряет кровь. Сага приглашает телеграфиста, и тот распознаёт послание Бьорна, посланное морзянкой. Метте узнаёт, что беременна, хотя Мартин и сделал вазэктомию. Лассе говорит Ане, что ему завтра предстоит важное дело. Мартин едет в приют для бездомных, где раньше жил Бьорн, предполагая, что тот узнал похитителя. На выходе он встречает Стефана, который там работает, и просит зайти в участок. Миллионеры, посовещавшись, решают не выплачивать выкуп похитителю. Мартин встречает Хеннинга, коллегу-полицейского из Копенгагена, давшего ложные показания по факту совершённого полицейского произвола, в результате чего погиб иммигрант. Бьорн передаёт морзянкой непонятный код, и теряет сознание от кровопотери. На кремации мужа Шарлотта встречает незнакомую девушку, которая признаётся что была его любовницей. Решив отомстить мужу, Шарлотта собирается выплатить сама всю требуемую сумму, зная, что муж бы так никогда не поступил. Детективы расшифровывают код и вычисляют возможное местоположение Бьорна. В квартиру Лассе курьер привозит большую коробку, Аня отпрашивается сходить за продуктами. Сага и Мартин обнаруживают, где держали Бьорна, но неожиданно на них нападает БП и оказывает сопротивление, Мартин бросается в погоню, но преступник бьёт того в пах, и Мартин, всё ещё не оправившийся после операции, истекает кровью. Сага навещает его в больнице, и рассказывает, что хоть БП и остановил кровь, Бьорн все равно умер. Метте знакомится с Сагой. Август расспрашивает отца про убийцу, а также переписывается со своей подругой Фридой в чате. Метте говорит Мартину, что беременна. Хеннинга мучает совесть за данные ложные показания, и он рассказывает обо всём жене. Аня, возвращаясь домой, сталкивается у подъезда с мужчиной в пальто, Лассе заявляет, что приходил «Никто», а позже, запершись в комнате, распаковывает самурайский меч. |            |                          |                       |                        |
| 5 | 5          | «Avsnitt 5 / Afsnit 5»   | 26 октября 2011       | 19 октября 2011        |
| Лассе приходит к психиатру и убивает его самурайским мечом, после чего пытается сделать харакири, но его останавливают другие врачи. Лилиан уговаривает Хеннинга сказать на суде правду, но тот отказывается, боясь самому оказаться под судом. Саиф, брат убитого иммигранта, отказывается идти вместе с отцом на суд, уверенный, что полицейских оправдают. Убийца снова связывается с Даниэлем, и указывает ему на третью проблему — урезание расходов на психиатрию. Как оказалось, Лассе и ещё три человека совершили убийства, внушённые им БП, поскольку будучи больны шизофренией, несколько месяцев сидели на плацебо. Единственный выживший из них — Лассе — на двух допросах не сказал ни слова. Домой к Стефану заявляется Сёрен и начинает его избивать, требуя сказать, куда тот спрятал Веронику. Обороняясь, Стефан ударяет Сёрена утюгом, а после, подумав, решает добить. В этот момент приезжает Мартин. Стефан успевает спрятать тело, и впускает Мартина, заметно нервничая. Йеспер Андерссон, полицейский из Мальмё, высказывается для телевидения по поводу неравенства перед законом, комментируя дело оправданных в суде полицейских. Детективы обнаруживают, что у Лассе жила Аня, и объявляют её в розыск, так как она, возможно, видела преступника, когда столкнулась с ним у подъезда. Шарлотта зовёт Мартина заехать по делу, и неожиданно соблазняет его. Сага приезжает к Мартину, ей заинтересовывается Август. Сага снова допрашивает Лассе, сказав, что Ане угрожает опасность, и тот под давлением выдаёт некоторые приметы убийцы. Метте начинает подозревать Мартина в измене. Сага узнаёт, где находится Аня, но опаздывает — в неё стрелял БП. В больнице Аня успевает нарисовать только глаза убийцы, и умирает. Мартин уверен, что это глаза Стефана. Хеннинга ночью похищают из собственного дома. |            |                          |                       |                        |
| 6 | 6          | «Avsnitt 6 / Afsnit 6»   | 2 ноября 2011         | 26 октября 2011        |
| Жена Хеннинга приходит к Лилиан и заявляет о пропаже мужа. Сага и Мартин проводят обыск у Стефана и находят кучу медикаментов и кровь на полу. На допросе Стефан всё отрицает, и его приходится отпустить. Саиф получает в письме ключ, слышит стук из подвала и обнаруживает там связанного Хеннинга. Сага рассказывает Мартину, что её сестра покончила с собой. Мартин вызывает Даниэля на допрос и тайком вытаскивает у него из телефона сим-карту. БП публикует на сайте материал про Хеннинга, после звонит Даниэлю, но обнаруживает, что говорит с полицией. Сага и Мартин едут к Саифу, но ничего не находят. Ночью убийца звонит Саге. Мартин признаётся Метте, что спал с Шарлоттой, и та выгоняет его из дома. Даниэль в ночном клубе перебарщивает с наркотиками и попадает в реанимацию. Ночью Саиф пытается убить Хеннинга, но понимает, что не сможет. Он показывает отцу, что Хеннинг у них в подвале. Отец в ярости набрасывается на Хеннинга, но потом всё же приказывает отпустить его. Хеннинг выходит на улицу, но тут его внезапно застреливает полицейский спецназовец. Мартин приезжает к Саге, и обнаруживает, что у неё ночевал Август, отец с сыном ссорятся. Саиф рассказывает полиции, как всё произошло. Соня Линдберг приходит в себя в больнице. Детективы обнаруживают полицейский автомобиль, на котором приехал переодетый в полицейского БП. Сага предполагает, что преступник может сам быть полицейским. |            |                          |                       |                        |
| 7 | 7          | «Avsnitt 7 / Afsnit 7»   | 9 ноября 2011         | 2 ноября 2011          |
| БП угоняет школьный автобус с пятью детьми, обезвредив водителя тазером. Детективы прорабатывают версию, что преступник может быть полицейским. Стефан читает в газете, что тело убитого им Сёрена обнаружила полиция. БП призывает поджечь офисы предприятий, использующих детский труд — по одному спасённому ребёнку за каждый поджог. Сага заявляет Мартину, что не спала с его сыном, как он сначала подумал. К Метте на работу приходит Себастиан Санстрод, продавец программного обеспечения. В больнице Сага допрашивает Соню, и та остро реагирует на фотографию полицейского Йеспера Андерссона. Его объявляют в розыск, так как его биография подходит к описанию преступника. Даниэль, несмотря на запрет начальницы, публикует список компаний, присланный БП, за это его выгоняют из редакции. Стефана объявляют в розыск — Мартин догадался, что это он убил Сёрена. Школьный автобус без детей обнаруживают на товарном складе, при попытке сапёров его обследовать, автобус воспламеняется, устраивая пожар, и одно предприятие из списка пропадает. Стефан узнаёт, что его разыскивает полиция и пытается сбежать из больницы вместе с сестрой, но его арестовывают. В торговом центре группа подростков сжигает ещё один магазин. Оставшийся без работы Даниэль тоже решает не сидеть сложа руки и отправляется сжечь один из офисов. Через некоторое время все дети оказываются спасёнными, и БП публикует координаты, где их можно найти. Мартин приезжает домой в надежде поговорить с Метте, но та снова прогоняет его. Август приезжает к Саге на работу, но та отказывается его впускать. Мартин пытается уснуть на диване в участке, это замечает Ханс и просит Сагу пустить Мартина переночевать у неё. К Саге приходит Антон, но увидев Мартина, говорит, что зайдёт в другой раз. БП звонит Даниэлю и говорит, что закончил, предлагает взять большое интервью и сдаться полиции. Даниэль отправляется на встречу, но снова оказывается заперт в своей машине. БП обвиняет журналиста в продажности и отравляет его газом. |            |                          |                       |                        |
| 8 | 8          | «Avsnitt 8 / Afsnit 8»   | 16 ноября 2011        | 9 ноября 2011          |
| Сага пытается найти связь между жертвами. Полицейские штурмуют квартиру Йеспера и захватывают его. Допрос особых результатов не даёт, Йеспер всё отрицает, к тому же находится алиби. Его оставляют под арестом. По пути в камеру, Йеспер просит зайти в туалет, где достаёт спрятанное оружие, и сбегает, взяв в заложники другого полицейского. Себастиан Санстрод снова приходит к Метте на работу с цветами. Детективы обнаруживают машину, на которой сбежал Йеспер. След приводит Сагу и Мартина в его убежище, где находят оборудование для съёмок жёсткого порно. Просмотрев камеры, следователи обнаруживают, что полицейский, взятый в заложники, на самом деле сообщник Йеспера. Метте неожиданно становится плохо, и Себастиан везёт её в больницу, у неё обнаруживают камни в почках. Йеспера и его сообщника арестовывают на паромной пристани. Метте узнаёт, что беременна близнецами. Просматривая порно, снятое Йеспером, на одной из плёнок обнаруживают запись изнасилования Сони Линдберг, это объясняет её реакцию на его фото. С Йеспера снимаются все подозрения по текущему расследованию. Август, впервые за долгое время, по душам разговаривает с Мартином. К Саге приходит Антон и приглашает на свидание. Сага обнаруживает связи с жертвами преступлений с сотрудником датской полиции, Йенсом, Мартин говорит, что они когда-то были друзьями, но тот давно умер, выстрелив себе в лицо из дробовика. Сага находит ещё одну жертву, которую можно связать с Йенсом, и связь с Даниэлем и убитым психиатром. На допросе Соня узнаёт фотографию Йенса, и говорит, что Бьорн избивал его, когда они жили в приюте. Фрида предлагает Августу встретиться послезавтра в Копенгагене. Сага считает, что Йенс мог изменить внешность. |            |                          |                       |                        |
| 9 | 9          | «Avsnitt 9 / Afsnit 9»   | 23 ноября 2011        | 16 ноября 2011         |
| Метте требует от Августа посидеть с детьми, но тот отказывается, собираясь в Копенгаген на собеседование по работе. Мартин рассказывает Саге, что был любовником жены Йенса, которая погибла, когда ехала с сыном к подруге после ссоры с мужем. Следователи находят пластического хирурга, который погиб при странных обстоятельствах. Просмотрев его сохранившиеся материалы, Сага и Мартин находят фотографию Йенса после изменения внешности — им оказывается Себастиан Санстрод. Себастиан-Йенс приезжает домой к Метте с цветами, обсудить рабочие вопросы, а потом предлагает вместе с детьми съездить в зоопарк. После собеседования, Август случайно встречает на улице Фриду, но та отрицает, что переписывалась с ним в чате всё это время. Полицейские вычисляют дом Йенса, где находят множество материалов по планированию преступлений. Сага находит дневники жены Йенса, и понимает, что он знает про связь его жены с Мартином. Август находит дома записку, что Метте ушла с Себастианом, и сообщает Мартину. Полиция едет в зоопарк, но находит только бродягу, который расплатился кредиткой Йенса, и тот передаёт Мартину телефон. Йенс предлагает Метте заехать ещё в одно место, домик в лесу. Он вкладывает в руку Метте гранату с выдернутой чекой и запирает её с детьми в доме. Август рассказывает, что Фрида оказалась ненастоящей. Полиция отправляет подставного «Августа» на встречу с «Фридой», но Йенс замечает засаду и не приходит. Он анонимно сообщает полиции местонахождение Метте, Мартину удаётся обезвредить гранату. В это время Йенс едет к Мартину домой, застреливает двух полицейских, ранит Сагу и похищает Августа. |            |                          |                       |                        |
| 10 | 10         | «Avsnitt 10 / Afsnit 10» | 23 ноября 2011        | 23 ноября 2011         |
| Мартин находит раненую Сагу, та успела запомнить часть номера и цвет машины. Йенс рассказывает Августу о гибели своего сына. Сага отделывается лёгкими ранениями, и уходит из больницы без разрешения. Детективы вычисляют владелицу автомобиля — ей оказывается мать Йенса, живущая в доме престарелых, у которой деменция. Полиция находит брошенную машину Йенса, но та оказывается пуста. Йенс запирает Августа в звуконепроницаемом ящике. Сага и Мартин едут в дом матери Йенса и находят в холодильнике вторую половину тела Моник Браммер. Йенс звонит Мартину и требует встретиться один на один, Мартин соглашается. Сага пересматривает материалы Йенса, пытаясь предугадать его следующий шаг. Она повторно едет осматривать дом матери Йенса и обнаруживает Августа, замурованного в стене гаража, тот оказывается уже мёртв. Мартин, по приказу Йенса, садится в поезд до Мальмё, в котором они встречаются лицом к лицу. Йенс останавливает поезд, угрожая взрывчаткой, берёт Мартина и одну заложницу и выводит их из поезда, остановившегося посреди Эресуннского моста. Йенс запускает видеотрансляцию и заставляет Мартина выстрелить в заложницу, тот подчиняется. Йенс говорит, что Август уже мёртв, кладёт пистолет и детонатор, позволяя Мартину убить себя. На мост приезжает Сага, и пытается остановить Мартина. Выстрелив в плечо Мартину, она предотвращает убийство Мартином Йенса, затем ранит Йенса, и выбрасывает в воду детонатор. В больнице Сага просит у Мартина прощения, за то, что не успела спасти его сына. |            |                          |                       |                        |

### Сезон 2 (2013)
| № общий | № в сезоне | Название                 | Дата премьеры    |
| --- | ---------- | ------------------------ | ---------------- |
| 11 | 1          | «Avsnitt 1 / Afsnit 1»   | 22 сентября 2013 |
| С событий первого сезона проходит чуть больше года. Судно без экипажа врезается в опору Эресуннского моста. Сага обнаруживает в трюме пятерых связанных молодых людей в плохом физическом состоянии, двое из них оказываются датчанами. Сага встречается с Лилиан и просит встретиться с Мартином, чтобы вести это дело. Мартин рад видеть Сагу и соглашается помочь. Одна из девушек умирает, и расследование переквалифицируют на убийство. Школьник Линус пытается добиться расположения одноклассников, которые его задирают. Детективы опрашивают владельца угнанного судна, Маркуса Стенберга, но без результатов. У одного из парней с судна в больнице случается психоз, и он берёт в заложники медсестру, но Мартину удаётся его нейтрализовать. Лаура Мёльберг, студентка, идёт на свидание с Беатой, её любовницей и преподавательницей. Мартину, который всё ещё терзается воспоминаниями об погибшем Августе, повсюду видится Йенс. Он навещает Метте и детей, у которых теперь появилась няня, Анна-Деа. Сага живёт вместе с Якобом, художником комиксов, который пытается урезонить прямолинейный нрав Саги. Мартин просит Лилиан позволить ему навестить в тюрьме Йенса, та против, но всё же разрешает. Сага считает, что это плохая идея. Линус, пригласив одноклассников снять видео, поджигает себе ноги, и в итоге попадает в больницу с ожогами. Его навещает Никлас, его старший брат. Аксель, отец Лауры, приносит в полицию случайно снятую видеозапись, на которой видно уплывающую с корабля лодку с экипажем. Мартин едет в тюрьму, но лишь увидев Йенса издалека, срывается с места и уходит, разозлившись. У всех подростков с корабля обнаруживают лёгочную чуму, и Сагу с Мартином, которые с ними контактировали, закрывают на карантин. Никлас приходит к себе на работу — в фармакологическую компанию "Медисонус". |            |                          |                  |
| 12 | 2          | «Avsnitt 2 / Afsnit 2»   | 29 сентября 2013 |
| Никлас проникает на продуктовый склад и подкладывает туда несколько отравленных яблок. Сага и Мартин получают отрицательные результаты тестов на чуму, и их отпускают. К розыскной группе присоединяются двое полицейских — Расмус и Пернилле. В интернете появляется видео — четыре человека в масках животных оставляют послание и берут на себя ответственность за заражение подростков лёгочной чумой. Сага замечает на видео значок с изображением лягушки, и вспоминает, что такой же был найден в кармане одной из жертв. Случайная девушка умирает, съев отравленное яблоко, в вазе с фруктами также обнаруживают символ лягушки. Никлас находит одноклассников Линуса и угрожает им. Расмус высказывает желание заниматься оперативной работой, но Сага поручает ему бумажную, и он явно недоволен. Мартин и Сага разыскивают Мадса, экоактивиста, которого видели в компании погибших подростков. Никлас угрожает одному из одноклассников Линуса ножом, пробравшись к нему в дом. Группой экоактивистов в звериных масках оказываются Мадс и Никлас, а также две девушки — Матильда и Каттис. Линус узнаёт на видео с животными Никласа по шраму на руке и называет того убийцей. Сага и Ханс находят ещё жертв отравления, в том числе и двоих детей. Ещё одной жертвой отравлений становится профессор кафедры природопользования. Лаура ссорится с Беатой и отцом, и просит своего начальника, Юлиана Мадсена, переночевать в офисе. Мадс сжигает на пустыре автомобиль и снимает это на видео. Каттис, которая считает, что их деятельность зашла слишком далеко, сообщает в полицию местоположение их базы. Полицию замечает Мадс и успевает скрыться. Матильда подозревает Каттис в предательстве. Активисты выкладывают новое видеообращение. Ночью они угоняют бензовоз, избив водителя грузовика. |            |                          |                  |
| 13 | 3          | «Avsnitt 3 / Afsnit 3»   | 6 октября 2013   |
| Активисты взрывают бензовоз на парковке, погибает случайный человек. Каролине Бранструп, организатор саммита Евросоюза в Копенгагене, организовывает встречу с Викторией Нурдгрен, главой компании "Медисонус". Расмус неоднократно с сарказмом разговаривает с Сагой, это замечает Мартин, и велит ему прекратить. Беату увольняют из преподавателей за связь со студенткой. Лаура ругается с отцом, который донёс на их связь. Юлиан встречается с Матильдой (которая оказывается его сестрой), из их разговора становится ясно, что кто-то даёт сверху им указания. Расмус опознаёт Каттис и, никого не предупредив, в одиночку едет к ней домой. В подъезде Каттис Матильда брызгает ему в глаза перцовым баллончиком, и они с Каттис убегают. Никлас хочет выйти из группы, чтобы больше времени проводить с Линусом, из-за этого к нему приезжает Юлиан, и угрожает ему. Линус, с балкона увидев это, выбегает на улицу и разрисовывает машину Юлиана. Чуть позже Сага с Мартином приезжают домой к Никласу, но Линус успевает его предупредить, и тот сбегает. Якоб недоволен, что Сага случайно выбросила его вещи. Лаура отвозит разрисованную машину Юлиана в сервис. Расмус решает скрыть от коллег произошедший в подъезде инцидент, и объясняет свои красные глаза приступом аллергии на орехи. Бодиль, сестра Каролине, дарит ей на день рождения свидание с элитным жиголо, Клаудио. Мартин подвозит домой Пернилле, они симпатизируют друг другу. Вечером Мартин снова идёт к Йенсу — на этот раз они смогли поговорить. Сын Мартина, Николай, заболевает. Линус звонит Никласу, и тот обещает завтра с ним увидеться. По его звонку полиция вычисляет местонахождение Никласа в порту. Однако детективы опаздывают — в грузовом контейнере они находят мёртвые тела всех четырёх активистов — Никласа, Мадса, Матильды и Каттис. |            |                          |                  |
| 14 | 4          | «Avsnitt 4 / Afsnit 4»   | 13 октября 2013  |
| Линуса привозят в участок. Тот, по недосмотру Расмуса, случайно узнаёт из телевизора, что его брат погиб. Юлиан так же, из телевизора, узнаёт о смерти своей сестры Матильды. Сага опрашивает его, но без особых результатов. Следствие приходит к выводу, что четвёрку в порту убили. Линус рассказывает, что разрисовал машину человека, который встречался с Никласом. Расмус меняет свидетельские показания о нападении на него Матильды. Патологоанатом выясняет, что активистов отравили политоксином. Юлиан связывается с некой "Матерью троих детей", которая не знала, что Матильда была братом Юлиана, он просит о встрече. Полиция устраивает обыск в офисе Юлиана, Лаура предупреждает его об этом. Встретившись с ней, Юлиан просит её заснять на камеру его встречу с МТД. Клаудио приходит к Каролине, но она передумывает пользоваться его услугами. Пернилле зовёт Мартина в гости, но тот отказывается из-за Метте. Йонс и Сага, проверив ноутбук Лауры, вычисляют адрес встречи Юлиана с МТД. Лаура с крыши стадиона снимает, как кто-то вырубает Юлиана, и пытается сбежать, теряя при этом камеру. Она садится в машину, но её настигает заметивший её преступник и стреляет в неё. Вскоре подоспевшие Сага и Мартин отправляют её в больницу. Муж Каролине, Александр, подозревает жену в измене. |            |                          |                  |
| 15 | 5          | «Avsnitt 5 / Afsnit 5»   | 20 октября 2013  |
| МТД приковывает Юлиана в лаборатории и убивает неизвестным веществом, введённым через капельницу. Сага предполагает, что Лаура видела убийцу, но та ничего не может вспомнить. Она отвозит Лауру к месту преступления, но ослабевшая Лаура теряет сознание. В это время Беата приходит в больницу навестить Лауру, Аксель разрешает ей подождать. В палате Лауры она садится на шприц, торчащий из матраса, и скоропостижно умирает от отравления политоксином. Мартин приносит Йенсу в тюрьму материалы текущего расследования, пытаясь спровоцировать на проявление эмоций. Йенс сначала наотрез отказывается, но в итоге всё же забирает папку. Новая группа активистов в масках животных похищает Ракель, научного сотрудника, которая занимается опытами над животными, и публикует видео в сети. Вскоре полицейские вычисляют одного из участников нападения, берут штурмом его дачу и вызволяют Ракель. На складе по утилизации химикатов рабочие случайно опрокидывают бочку, в которой обнаруживаются останки Юлиана Мадсена. Лилиан заставляет Мартина забрать у Йенса материалы расследования. Расмус вычисляет недобросовестного сотрудника склада, который привёз бочку. Тот говорит, что утилизировал уже четыре бочки, но не знает, кто даёт ему работу. Клаудио получает сообщение от Каролине с предложением встретиться. Оливер Нурдгрен, брат Виктории, нанимает Бодиль написать биографию сестры, которая неизлечимо больна раком. У Николая, сына Мартина, обнаруживается кровь в моче, и его везут в больницу. Клаудио приходит на встречу, где на него совершается нападение. К Саге в номер вламываются два активиста в масках животных, угрожая ей пистолетом. |            |                          |                  |
| 16 | 6          | «Avsnitt 6 / Afsnit 6»   | 27 октября 2013  |
| Сага быстро реагирует на нападение и без труда обезвреживает обоих преступников. Во время допроса выясняется, что вторая группа — подражатели, непричастные к делу Мартина и Саги. Расмус извиняется перед Сагой за то, что накануне нагрубил ей. Каролине находит свой мобильник в машине у мужа. В больнице лечащий врач Николая говорит Мартину, что у его сына гломерулонефрит. Мартин рассказывает об этом Саге, и та озадачена. Не сказав Мартину, она проводит обыск в его доме и находит лекарство, которым Анна-Деа, няня Николая, страдающая синдромом Мюнхгаузена, травила мальчика. Сага рассказывает об этом Лилиан, и Анну-Деа арестовывают в больнице. Растроганный Мартин благодарит Сагу, говоря, что не перенёс бы потерю ещё одного сына. Каролине узнаёт, что Клаудио был убит, и восстанавливает удалённые сообщения на своём телефоне, в которых была назначена встреча. Осмотр тела Клаудио показал, что тот сначала был избит, а потом отравлен политоксином. Каролине заявляет в полицию о сообщениях, и её мужа Александра привозят на допрос. Тот признаётся, что избил Клаудио, но отрицает свою причастность к убийству. Мартин просит Пернилле разузнать детали самоубийства сестры Саги. Сага знакомится с матерью Якоба. Мартин снова навещает Йенса и заставляет поделиться его мыслями по поводу материалов дела. Дайверы находят старое затонувшее судно, на котором обнаруживаются семь скелетов. Оно также оказывается принадлежащим Маркусу Стенбергу. На допросе тот снова отрицает свою причастность к этому. Неизвестный мужчина звонит Маркусу и пытается его шантажировать. |            |                          |                  |
| 17 | 7          | «Avsnitt 7 / Afsnit 7»   | 3 ноября 2013    |
| Маркус на допросе снова всё отрицает. В это время ему звонит вымогатель и назначает встречу. Бодиль берёт первое интервью у Виктории. Брат Виктории, Оливер, втайне от неё, наблюдает за ней через систему видеонаблюдения в её доме. Каролине находит в вещах мужа ещё один телефон, и узнаёт, что её сестра Бодиль спит с её мужем. Вымогатель, Рамон, приходит на встречу и его арестовывают. Рамон говорит, что потопить лодку его нанял Маркус, но не опознаёт его. В это время неизвестные лица устраивают утечку пропиленоксида на химзаводе, отключив систему охлаждения, и отравляют ближайший водоём, перед этим прислав с курьером значок с лягушкой. Лаура, проснувшись в больнице, неожиданно вспоминает лицо стрелка и просит отца вызвать к ней следователей. Аксель, сделав вид, что позвонил, игнорирует просьбу дочери. Пернилле отдаёт Мартину архивное дело сестры Саги. Рамона отпускают из участка без наблюдения, его похищает МТД и отравляет неизвестным токсином в лаборатории, так же, как Юлиана. Пернилле устанавливает личность одной из утопленных девушек. Оливер, втайне от жены Гертруды, в своей комнате наблюдает через систему видеонаблюдения за принимающей ванну Викторией и мастурбирует. Мартин снова едет к Йенсу, тот отказывается встретиться, но Мартин проходит прямо к нему в камеру, Йенс кажется расстроенным. Саге звонит сотрудник химсклада и говорит, что получил указание забрать ещё одну бочку для утилизации. В бочке обнаруживают тело Рамона. Лаура узнаёт, что отец не позвонил в полицию, и снова требует срочно вызвать детективов. Сага и Мартин выясняют, что люди с затопленной лодки участвовали в платном тестировании препаратов для «Медисонуса». Начальник службы безопасности «Медисонуса» Петер Таулен обнаруживает использование пропуска, оформленного на несуществующего сотрудника Миккеля Хёста. Расмус едет к Лауре в больницу, но обнаруживает, что её похитили. |            |                          |                  |
| 18 | 8          | «Avsnitt 8 / Afsnit 8»   | 10 ноября 2013   |
| Патрульные обнаруживают автомобиль похитителя и находят в багажнике Лауру без сознания. Сага и Мартин расспрашивают Гертруду о клинических исследованиях и узнают, что в то время их проводил Леннарт Блумгрен, бывший заведующий отдела исследований. Петер проводит Сагу и Мартина в неиспользуемые помещения, куда заходил Миккель Хёст (именно в этих помещениях были убиты Рамон и Юлиан), но ничего не обнаруживают. Сага и Мартин едут к свидетелю нападения на Расмуса, и опросив его, Сага догадывается об обмане. Она находит доказательство подделки показаний Расмусом и сообщает Хансу, тот отстраняет Расмуса от расследования. Мартин и Сага опрашивают вдову Леннарта Хельгу, но та ничем не помогает. После ухода полицейских она звонит мужу, который на самом деле жив и скрывается в другой стране. Виктория Нурдгрен приходит в полицию и требует, чтобы по всем вопросам о «Медисонусе» обращались напрямую к ней. Мартин приносит Йенсу фотографии всех его жертв. Бодиль берёт второе интервью у Виктории, та называет брата слабаком, в этот момент Оливер по видеонаблюдению подслушивает их разговоры. Виктория соблазняет Бодиль. Подозрение полиции падает на Петера Таулена, спецназ штурмует его номер в гостинице, но обнаруживает его за гомосексуальной связью с одним из участников предстоящего саммита. Сага говорит Якобу, что ей нужна отдельная комната. Гертруда в кабинете мужа обнаруживает, что он регулярно наблюдает за своей сестрой. Йон вычисляет, что Леннарт на самом деле жив. Разъярённый Оливер приходит к Бодиль и грубо запрещает ей контактировать с Викторией. Лаура составляет фоторобот стрелка, им оказывается Оливер. |            |                          |                  |
| 19 | 9          | «Avsnitt 9 / Afsnit 9»   | 17 ноября 2013   |
| Оливер получает сообщение, что баллон с токсином готов. Петер утверждает, что его подставили. Расмус обнаруживает, что Маркус был одноклассником Виктории. В Таиланде арестовывают Леннарта Блумгрена, на допросе по видеосвязи, тот признаётся, что медицинские испытания прошли неудачно, а позже все подопытные исчезли. Проанализировав накопившийся материал, следователи находят множество связей с Викторией и опознают в фотороботе её брата Оливера. Виктория узнаёт, что Оливер запретил Бодиль к ней приходить. Она оскорбляет Оливера и выгоняет его из дома. В это время Гертруда, взломав компьютер мужа, наблюдает за происходящим через видеокамеры. Оливер сперва собирается уйти, но передумав, приходит в комнату к Виктории и признаётся ей в преступлениях, утверждая, что всё это совершил ради неё. Оливер пытается задушить сестру подушкой, увидев это Гертруда спешит на помощь. Приехавшая полиция обнаруживает мёртвого Оливера. Гертруда показывает Саге записи с видеокамер, на которых видно, как Оливер признаётся в преступлениях, а после, в попытках спасти Викторию, Гертруда бьёт мужа по голове тяжёлой лампой. В вещах Оливера находят ампулы с политоксином. Йон находит в его компьютере подтверждение, что Оливер был "матерью троих детей". Якоб расстаётся с Сагой и съезжает. Виктория благодарит Гертруду за спасение. Просмотрев материалы Оливера, полицейские вычисляют следующий теракт — самолёт, в котором Оливер распылил споры лёгочной чумы. Самолёт удаётся изолировать, и заражённых пассажиров успевают закрыть на карантин до распространения инфекции. Мартин пытается поговорить с Сагой об её сестре, но та, рассердившись, уезжает. Метте говорит Мартину, что больше не хочет быть с ним. В отеле Мартину снова видится улыбающийся Йенс. Сага находит нестыковки в расследовании. |            |                          |                  |
| 20 | 10         | «Avsnitt 10 / Afsnit 10» | 24 ноября 2013   |
| Мартин говорит Лилиан, что Йенс всё у него отнял. Вернувшись в Швецию для продолжения расследования, Мартин извиняется перед Сагой, объяснив, что не хотел ей навредить. Полицейские начинают подозревать Гертруду. Страдающая от рака Виктория просит у Гертруды принести несколько шприцев с морфином. Судмедэксперт обнаруживает в останках тел Юлиана и Рамона смертоносный вирус со стопроцентной летальностью, который становится заразным, когда у носителя начинается кровотечение. Расмус, вопреки разрешению Ханса, опрашивает Бодиль. Гертруда добавляет в шприцы с морфином вирус, Виктория, не зная об этом, делает себе инъекцию, становясь биологической бомбой. Гертруда успевает скрыться от полиции. Виктория приезжает на саммит. Мартин опаздывает, говоря, что нужно было сделать кое-то важное. Сага предупреждает Каролине, что Виктория заражена, требует оцепить здание, в котором проходит саммит, и отключить вентиляцию, в здание прибывает команда нейтрализаторов. Полицейские пытаются найти Викторию в здании, её в туалете обнаруживает Пернилле, и запрещает Виктории выходить наружу. Виктория, не понимая, что происходит, пытается выйти, но неожиданно кашляет кровью в лицо Пернилле. Та сообщает Саге по рации, что ей теперь тоже нельзя выходить. Спустя непродолжительное время Виктория, мучаясь от боли, умирает на руках у Пернилле. Понимая, что ей предстоит то же самое, Пернилле стреляет себе в висок из пистолета. Гертруда, не зная о произошедшем, записывает публичное видеообращение, взяв на себя ответственность за теракт, однако появляется неизвестный мужчина, говорит Гертруде, что её план с треском провалился, и убивает её. Сага узнаёт, что Йенс скоропостижно скончался в тюрьме. Она обнаруживает, что одна ампула с политоксином, из числа найденных у Оливера, исчезла, и понимает, что к смерти Йенса причастен Мартин. Найдя доказательства, она едет к Мартину, и говорит, что знает, что он убил Йенса. Не в силах покрывать убийцу, Сага сообщает обо всём Лилиан, и Мартина арестовывают. |            |                          |                  |

### Сезон 3 (2015)
| № общий | № в сезоне | Название                 | Дата премьеры    |
| --- | ---------- | ------------------------ | ---------------- |
| 21 | 1          | «Avsnitt 1 / Afsnit 1»   | 27 сентября 2015 |
| Шведские строители обнаруживают в недостроенном здании убитую датчанку Хелли Анкер, сидящую за столом в окружении трёх манекенов. Сага приступает к расследованию, Ханс предупреждает, что ей назначат датского коллегу. Ханс уже три месяца как женился на Лилиан. Лилиан поручает это дело Ханне Томсен, но та не хочет работать с Сагой, зная, что та разоблачила Мартина. Жена жертвы, Натали, говорит, что Хелли угрожали в связи с её деятельностью, поскольку та была ЛГБТ-активисткой. Судмедэксперт обнаружил, что у трупа отсутствует сердце. Ханна и Сага допрашивают сына Хелли, Мортена, у которого психические проблемы после армейской службы, но тот отрицает свою причастность. Влогерша Лиса Андерссон, рассуждая о смерти Хелли Анкер, высказывает одобрение произошедшему с ней. Следователи обнаруживают место убийства — в грузовике компании, принадлежащей Ларсу Андерссону, мужу Лисы. Александр Довер, только что вышедший из тюрьмы, раскапывает старый тайник, но не находит там спрятанных денег, его бывший сообщник отрицает, что взял их. Он встречается с бывшей женой и детьми, и говорит, что достанет деньги, чтобы обеспечить их. Мортен приходит домой к Натали, говорит ей, что не убивал свою мать, и просит что-нибудь на память. Во время второго обыска у Мортена, Ханна, не проверив трейлер Мортена как следует, подрывается на мине, взрывом ей отрывает ногу, оглушённая Сага оказывает ей первую помощь. После инцидента Ханс принудительно отправляет Сагу домой. В подъезде дома Сага неожиданно встречает свою мать, которую не видела двадцать лет, которая просит поговорить с ней. Отказываясь вести диалог, Сага сбегает и запирается дома, заметно нервничая. Полицейский Хенрик Сабрё, подчинённый Лилиан из отдела полиции Копенгагена, страдает от бессонницы и употребляет стимуляторы. Узнав, что дело ведёт Сага, в разговоре с Лилиан он настаивает на том, чтобы продолжать вести дело вместо Ханны передали ему. |            |                          |                  |
| 22 | 2          | «Avsnitt 2 / Afsnit 2»   | 4 октября 2015   |
| 23 | 3          | «Avsnitt 3 / Afsnit 3»   | 11 октября 2015  |
| 24 | 4          | «Avsnitt 4 / Afsnit 4»   | 18 октября 2015  |
| 25 | 5          | «Avsnitt 5 / Afsnit 5»   | 25 октября 2015  |
| 26 | 6          | «Avsnitt 6 / Afsnit 6»   | 1 ноября 2015    |
| 27 | 7          | «Avsnitt 7 / Afsnit 7»   | 8 ноября 2015    |
| 28 | 8          | «Avsnitt 8 / Afsnit 8»   | 15 ноября 2015   |
| 29 | 9          | «Avsnitt 9 / Afsnit 9»   | 22 ноября 2015   |
| 30 | 10         | «Avsnitt 10 / Afsnit 10» | 29 ноября 2015   |

### Сезон 4 (2018)
| № общий | № в сезоне | Название               | Дата премьеры   |
| ------- | ---------- | ---------------------- | --------------- |
| 31      | 1          | «Avsnitt 1 / Afsnit 1» | 1 января 2018   |
| 32      | 2          | «Avsnitt 2 / Afsnit 2» | 7 января 2018   |
| 33      | 3          | «Avsnitt 3 / Afsnit 3» | 14 января 2018  |
| 34      | 4          | «Avsnitt 4 / Afsnit 4» | 21 января 2018  |
| 35      | 5          | «Avsnitt 5 / Afsnit 5» | 28 января 2018  |
| 36      | 6          | «Avsnitt 6 / Afsnit 6» | 4 февраля 2018  |
| 37      | 7          | «Avsnitt 7 / Afsnit 7» | 11 февраля 2018 |
| 38      | 8          | «Avsnitt 8 / Afsnit 8» | 18 февраля 2018 |